# Davy Klaassen
Davy Klaassen (n. 21 februarie 1993, Hilversum, Olanda de Nord, Țările de Jos) este un fotbalist neerlandez, care joacă pe post de mijlocaș la Ajax în Eredivisie. Pe plan internațional, are prezențe la națională pentru Țările de Jos U17⁠(d), Țările de Jos U19⁠(d), Țările de Jos U21⁠(d) și Țările de Jos.

## Carieră

### Primii ani
Klaassen și-a început cariera de fotbalist în rândurile de tineret ale echipei locale de amatori HVV de Zebra, unde a jucat până în 2003, atunci când s-a transferat la HSV Wasmeer. Un an mai târziu a fost recrutat în celebra Ajax Youth Academy . În timp ce juca pentru echipa de tineret a lui Ajax A1 în 2011-2012, Klaassen și-a ajutat echipa să câștige titlul de ligă Nike Eredivisie,  și a terminat ca vice-campion cu Inter Milano în NextGen Series (echivalentul Ligii Campionilor pentru sub -19) după ce a pierdut la penalty-uri (5–3) în urma unui impas de 1–1 după prelungiri. 

### Ajax
Klaassen și-a făcut debutul cu prima echipă în remiza din deplasare (0–0) a faza grupelor din Liga Campionilor UEFA împotriva lui Olympique Lyonnais pe 22 noiembrie 2011, înlocuindu-l pe Lorenzo Ebecilio în minutul 85.  În timp ce încă concurează în liga A-Juniors Nike Eredivisie, concurând pentru echipa Ajax A1 sub 19 ani, și-a făcut debutul în Eredivisie pe 27 noiembrie ca înlocuitor împotriva NEC și a marcat la doar 42 de secunde după ce a intrat pe teren.  Și-a făcut debutul în 11-ele titular al primei echipe a lui Ajax pe 11 decembrie 2011, datorită faptului că mijlocașul central titular Theo Janssen a luat gripă. Klaassen a jucat întregul meci care s-a încheiat cu o victorie în deplasare cu 0–1 pentru Ajax împotriva lui RKC Waalwijk. 
Pentru sezonul 2015-2016, Klaassen a fost numit căpitanul lui Ajax, în locul lui Niklas Moisander, plecat. 

### Everton
Pe 15 iunie 2017, Klaassen a semnat cu Everton, în Premier League, pe o durată a contractului de cinci ani în valoare de 23,6 lire sterline.  I s-a înmânat tricoul cu numărul 20 la noul său club pentru sezonul 2017-18.  A făcut prima sa apariție oficială cu Everton într-o victorie cu 1-0 împotriva lui MFK Ružomberok în prima manșă a turului trei de calificare din UEFA Europa League.  Klaassen și-a făcut debutul în campionat pentru Everton pe 12 august 2017, atunci când clubul său a învins Stoke City cu 1–0 pe Goodison Park. 
Klaassen a îndurat un sezon dificil cu echipa sa, căzând în disgrație atât față de Sam Allardyce, cât și cu Marco Silva, după ce Ronald Koeman a fost concediat în octombrie 2017.  Între sfârșitul lunii septembrie 2017 și începutul lunii martie 2018, nu a reușit să apară în Premier League. La sfârșitul perioadei de transfer din ianuarie, Klaassen a fost aproape de un transfer sub formă de împrumut la Napoli, dar mutarea nu s-a concretizat niciodată. Allardyce a susținut că înțelegerea s-a prăbușit ca urmare a unei dispute privind drepturile de imagine dintre Klaassen și clubul italian,  deși Klaassen a respins ulterior această declarație.  Înainte de mutarea sa din vară la Werder Bremen, Klaassen și-a exprimat dorința de a-și dovedi valoarea pentru sezonul următor.  Klaassen a declarat că s-a străduit să se adapteze la stilul diferit de joc din Premier League, de unde și conflictele sale cu clubul. 

### Werder Bremen
La 27 iulie 2018, Klaassen s-a alăturat lui Werder Bremen într-o înțelegere de patru ani, în timp ce suma transferului plătită către Everton a fost raportată la 13,5 milioane de euro (12 milioane de lire sterline).  

### Revenire la Ajax
La 5 octombrie 2020, Klaassen a revenit Ajax cu o înțelegere până pe 30 iunie 2024, cu o taxă de transfer care ar putea ajunge la 14 milioane de euro. 

## Palmares
Ajax 
- Eredivisie : 2011–12, 2012–13, 2013–14, 2020–21, 2021–22 [20]
- Cupa KNVB : 2020–21 [21]
- Johan Cruyff Shield : 2013
- UEFA Europa League : vice-campion 2016–17 [22]

Individual
- Cel mai bun jucător al AEGON Future Cup : 2010 [23]
- Ajax Talent of the Future (Premiul Sjaak Swart) : 2010–11 [24]
- Sportivul anului din Hilversum : 2013 [25]
- Talentul anului lui Ajax (Premiul Marco van Basten): 2013–14 [26]
- Premiul Johan Cruijff : 2014 [27]
- Fotbalistul olandez al anului : 2016 [28]